# Afrixalus lacteus
Afrixalus lacteus är en groddjursart som beskrevs av Perret 1976. Afrixalus lacteus ingår i släktet Afrixalus och familjen gräsgrodor. IUCN kategoriserar arten globalt som starkt hotad. Inga underarter finns listade i Catalogue of Life.